# Sitora Farmonova
Sitora Farmonova (ur. 20 sierpnia 1984 w Bucharze) – uzbecka aktorka filmowa i piosenkarka. W wieku 13 lat przeniosła się z rodziną do Taszkentu, gdzie ukończyła Taszkencki Instytut Państwowy Sztuki. Od 2015 roku uczestniczy w programie KWN (ros. КВН, Клуб Весёлых и Находчивых – Klub Wesołych i Błyskotliwych) jako członkini drużyny „Asia MIX” (Biszkek). W Polsce jest znana głównie z roli Naziry w filmie Veita Helmera z 2011 roku Miłość z Księżyca (Baikonur). Sitora Farmonova jest niezamężna.

## Wybrana filmografia
| Rok  | Film                                               | Rola     | Przypisy |
| ---- | -------------------------------------------------- | -------- | -------- |
| 2003 | Don Juan (Don Juan)                                |          |          |
| 2004 | Marjona (Marjona)                                  | Nargiza  |          |
| 2004 | Sarvinoz (Sarvinoz)                                | Nargiza  |          |
| 2004 | Xavfli burilish (A Dangerous Turn)                 | Dilorom  |          |
| 2006 | Uchinchi tilak (The Third Wish)                    | Shahnoz  |          |
| 2008 | Kelgindi qaynona (The Alien Mother-in-Law)         | Yulduz   |          |
| 2009 | Makrli dunyo (The Insidious World)                 | Dilobar  |          |
| 2009 | Qasd (Intent)                                      |          |          |
| 2009 | Sunami 2 (Tsunami 2)                               |          |          |
| 2010 | Dinozavr qoldirgan iz (Dinosaur Trail)             | Mohira   |          |
| 2010 | Qadrdonlar (Dear Friends)                          |          |          |
| 2010 | Umid (Hope)                                        | Malika   |          |
| 2011 | Mening akam boʻydoq! (My Brother is a Bachelor!)   | Raʼno    |          |
| 2011 | Miłość z Księżyca (Baikonur)                       | Nazira   |          |
| 2012 | Endi dadam boʻydoq? (Now My Father is a Bachelor?) | Raʼno    |          |
| 2013 | Soddagina qiz (The Simple Girl)                    | Muyassar |          |
| 2014 | Baxt ortidan (Following Happiness)                 | Lola     |          |